# Hippotraginae
Los hipotraguinos (Hippotraginae) son una subfamilia de antílopes de la familia Bovidae. El nombre del género típico (Hippotragus, "grama macho 18) alude a la similitud entre caballos y cabras que ambos presentan. Son antílopes de gran tamaño, con un peso de entre 100 y 250 kg, en hábitats que van desde la estepa arbustiva al desierto. 
Tanto machos como hembras están fuertemente armados con cuernos de un metro de longitud, en algunos casos las hembras más que los machos. Son extraordinariamente fuertes y resistentes, con gran temperamento y capas de colores fuertemente diferenciados.

## Géneros y especies
- Género Addax
  - Addax nasomaculatus
- Género Hippotragus
  - Hippotragus equinus
  - Hippotragus leucophaeus (extinta)
  - Hippotragus niger
- Género Oryx
  - Oryx beisa
  - Oryx dammah
  - Oryx gazella
  - Oryx leucoryx